# マルコマンニ

ハドリアヌス治世下（117年 - 138年）ごろのローマ帝国。マルコマンニの名がドナウ川上流域（現在のオーストリア北部からチェコにかけて）に見える。

マルコマンニ（Marcomanni）は、古代ヨーロッパに存在したゲルマン系の民族の1つで、ブリ族やスエビ族などと関係が深いと見られている。

## 歴史

### 出自
マルコマンニという名称の語源には2つの説がある。第一は古いゲルマン語の "march"（前線、境界の意）と "men"（人々）を組み合わせた語という説である。第二は、紀元前13年ごろ大ドルススのローマ軍団によるゲルマン遠征の際に副官として同行したマルクス・ファビウス・ロマーヌスの名を由来とする説である。彼はローマを捨て、ゲルマン人を軍隊としてまとめたとされている。あるいは、マルクス・ファビウス・ロマーヌスは遠征中に逃亡したのではなく、小麦の投機売買をした罪で追放されたとする文献もある。この場合も追放された後のロマーヌスをマルコマンニ族と結び付けている。いくつかの一次文献によれば、ロマーヌスは元老院議員で広大な土地を所有していたという。また、戦車競走のチームスポンサーだったとも言われているが、これについては疑問も呈されている。
大ドルススは紀元前9年にマルコマンニ族を攻撃し、彼らを現在のボヘミア地方に追いやった。その地でマルコマンニの王マルボドゥウスが強力な王国を築き、アウグストゥスはそれをローマ帝国への脅威とみなした。しかしアウグストゥスがそれに対処する前にイリュリアでの戦争が起き、マルコマンニ討伐は行われなかった。そうこうしているうちに、マルボドゥウスはカトゥアルダに王位を奪われ、追放された（紀元19年）。
紀元1世紀後半のタキトゥスの『ゲルマーニア』によれば、マルコマンニ族の王はローマの承認を得て即位していたという。

### マルコマンニ戦争
紀元2世紀、マルコマンニはクアディ、ヴァンダル、サルマタイといった周辺の民族と同盟関係を結び、ローマと敵対するようになった。これはゴート族のようなより大規模な民族の動きに刺激されたものと見られている。歴史家エウトロピウスによれば、皇帝マルクス・アウレリウス率いる軍がパンノニアのカルヌントゥムの要塞で3年間マルコマンニ同盟と戦った。エウトロピウスはこの戦争とマルクス・アウレリウスの勝利をポエニ戦争と比較している。この戦争はローマ史上重要な転換点であり、ここからローマ帝国の衰退が始まったという意味で、この比較は適切だった。この戦争でプラエトリアニの司令官が2名戦死している。マルコマンニがウィンドボナとカルヌントゥムを攻めたことがきっかけとなり166年に戦争が始まった。マルコマンニ側はパンノニアとノリクムの国境線あたりを侵し、Flavia Solva を荒廃させ、アドリア海に面したアクイレイアにまで迫った。戦争はマルクス・アウレリウスの亡くなった180年まで続いた。ローマが一応勝利したが、得たものは少なかった。それでも、滅亡までローマ帝国はドナウ川を国境線として維持した。

### その後
4世紀中ごろ、マルコマンニの女王 Fritigil の時代にアンブロジウスによってキリスト教がもたらされた。
マルコマンニ型ルーンと呼ばれるルーン文字があるが、マルコマンニ族そのものとは無関係とされている。
409年、マルコマンニ、クアディ、ブリのとある集団がピレネー山脈を越えガラエキア（現在のガリシア州およびポルトガル北部）に移住した。そこで彼らはフォエデラティ（ローマの同盟者）となり、ガラエキアのスエビ王国を建国する。410年、王ヘルメリックはローマ皇帝に忠誠を誓い、ガラエキア属州の首都だったブラカラ・アウグスタ（現在のブラガ）をスエビ王国の首都とした。